# Suzanne Eaton
Pour les articles homonymes, voir Eaton.
Suzanne Eaton, née le 23 décembre 1959 et morte le 2 juillet 2019, est une scientifique américaine et professeure de biologie moléculaire à l'Institut Max-Planck de biologie cellulaire moléculaire et de génétique de Dresde, en Allemagne. Ses travaux sur la biologie du développement sont récompensés de plusieurs prix.
Elle meurt assassinée le 2 juillet 2019 à La Canée en Grèce.

## Biographie
Eaton est née le 23 décembre 1959 à Oakland, en Californie. L'un de ses modèles dans son enfance est Spock en raison de son approche rationnelle de la résolution des problèmes. Elle est également pianiste ; elle commence à l'âge de huit ans.
En tant qu'étudiante de premier cycle, Eaton hésite entre une carrière de biologiste, de professeure de littérature ou de mathématicienne. Le facteur décisif est un cours, enseigné à partir d'articles scientifiques en lieu et place du manuel : c'est le déclencheur de sa passion pour la recherche biologique.
Eaton obtient une licence de biologie à l'université Brown en 1981 avant de décrocher un doctorat en microbiologie à l'université de Californie à Los Angeles en 1988. Sa thèse, intitulée « Analyse moléculaire d'un promoteur de chaîne lourde d'immunoglobuline », est réalisée sous la supervision de Kathryn Calame. L'Association of Academic Women lui décerne en 1988 le Sydney C. Rittenberg Award for Distinguished Academic Achievement in Microbiology pour son travail de doctorat.
Eaton est mariée au scientifique britannique, Anthony A. Hyman, et a deux enfants. Elle est athlète, coureuse, et est ceinture noire en taekwondo.

### Disparition et décès
Eaton disparaît le 2 juillet 2019. Elle est vue pour la dernière fois jouant du piano dans le hall de l'hôtel où elle assiste à une conférence à l'Académie orthodoxe de La Canée, en Crète. On pense que sa disparition s'est produite pendant une course à pied. La police grecque retrouve son corps le 8 juillet à l'intérieur d'un bunker de la Seconde Guerre mondiale,. Une enquête pour homicide est ouverte après qu'il est déterminé qu'elle est morte par asphyxie. Giannis (également orthographié Yiannis) Paraskakis, un grec de 27 ans et père de deux enfants, admet pendant l'interrogatoire de police l'avoir renversée deux fois avec sa voiture, l'avoir assommée et l'avoir chargée dans son coffre. Il l'a ensuite conduit jusqu'au bunker éloigné, violée et laissée mourir,,. En octobre 2020, Paraskakis est reconnu coupable du meurtre d'Eaton et condamné à la prison à vie.
Après sa mort, sa sœur écrit : « Elle prenait un grand plaisir à préparer des repas exquis et avait un sens exotique de la mode. Elle adorait les parfums. Elle enseignait et pratiquait le Taekwondo en tant que ceinture noire du deuxième degré. Elle terminait les mots croisés bien trop vite, jouait des concertos et lisait beaucoup. Elle correspondait à la description la plus stricte de Jane Austen d'une 'femme accomplie' tout en conservant une humilité naturelle et une 'curiosité insatiable' ».

## Travaux

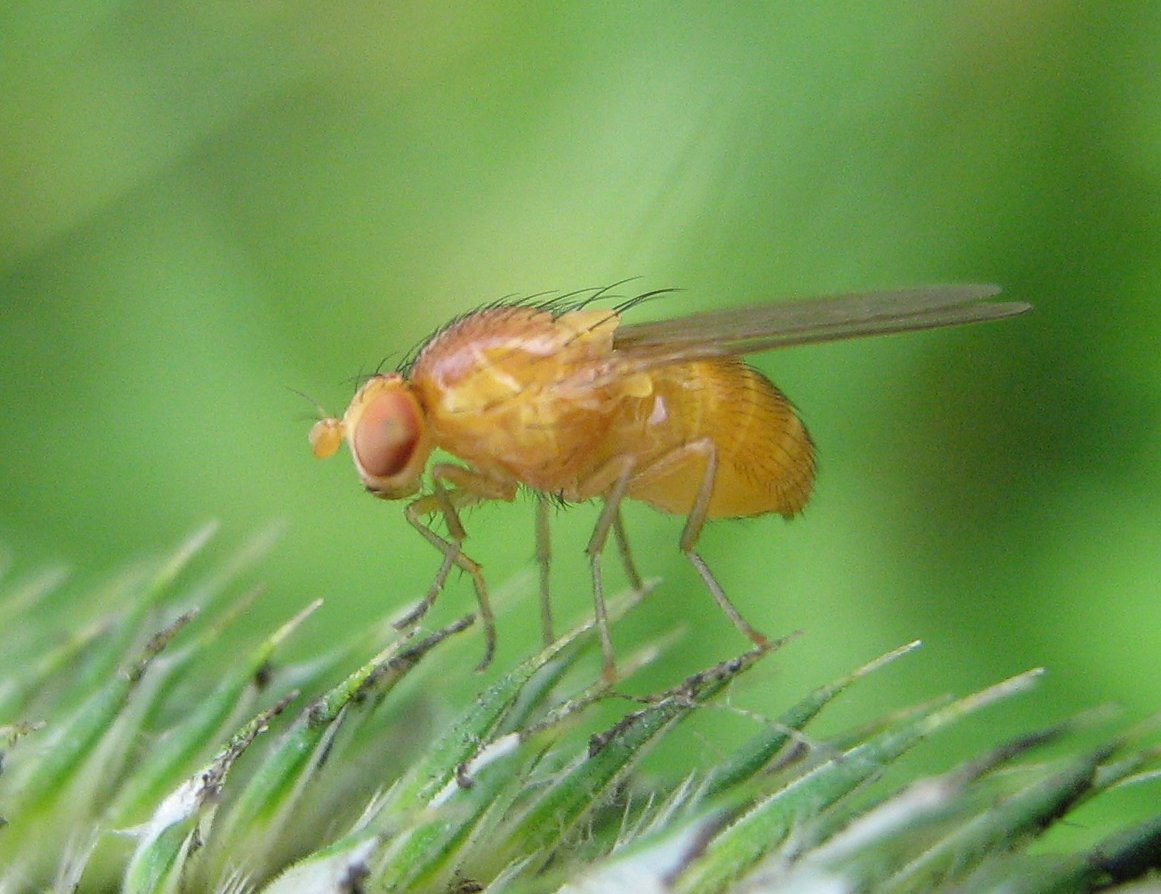
Drosophila melanogaster

Eaton commence sa carrière de chercheuse en travaillant sur les gènes de la chaîne lourde des immunoglobulines à l'université de Californie à Los Angeles, dans le laboratoire de Kathryn Calame. En 1988, elle change de domaine pour se consacrer à la biologie du développement, en étudiant comment les cellules obtiennent leurs identités tissulaires chez la drosophile, Drosophila melanogaster, alors qu'elle est dans le groupe de Thomas B. Kornberg à l'université de Californie à San Francisco. Eaton s'installe en Allemagne en 1993 pour travailler au Laboratoire européen de biologie moléculaire à Heidelberg dans le groupe de Kai Simons, où elle combine son expertise en microbiologie et en biologie du développement pour étudier comment le cytosquelette aide les cellules à obtenir leur polarité dans les tissus, en utilisant la drosophile comme système modèle,,. En 2000, Eaton devient l'une des membres fondateurs de l'Institut Max-Planck de biologie cellulaire moléculaire et de génétique à Dresde, en Allemagne, où son groupe étudie comment les molécules de signalisation et les propriétés mécaniques des cellules agissent ensemble pour façonner les tissus chez la drosophile,,. En 2015, elle devient professeure de biologie cellulaire du développement des invertébrés à l'Université technique de Dresde.

## Prix et distinctions
- 1977 : Bourse des régents de l'État de New York[1] ;
- 1988 : Association of Academic Women, Sydney C. Rittenberg Award for Distinguished Academic Achievement in Microbiology[1] ;
- 2006 : Women in Cell Biology Junior Award for Excellence in Research, American Society for Cell Biology[19].

## Hommage
En l'honneur de l'héritage interdisciplinaire d'Eaton à la communauté scientifique, l'Institut de biotechnologie moléculaire d'Autriche créé un fonds commémoratif dans le but déclaré de soutenir les efforts de jeunes scientifiques dans des domaines interdisciplinaires. En mars 2021, l'Organisation européenne de biologie moléculaire (EMBO) lance une bourse New Venture Fellowship à la mémoire de Suzanne Eaton et soutient les jeunes chercheurs des sciences de la vie pour qu'ils entrent dans un nouveau domaine ou donnent une nouvelle direction à leur travail.

## Sélection de publications
- (en) Suzanne Eaton et Kai Simons, « Apical, basal, and lateral cues for epithelial polarization », Cell, vol. 82, no 1,‎ 14 juillet 1995, p. 5–8 (ISSN 0092-8674, DOI 10.1016/0092-8674(95)90045-4, lire en ligne, consulté le 26 juillet 2023).
- (en) Daniela Panáková, Hein Sprong, Eric Marois et Christoph Thiele, « Lipoprotein particles are required for Hedgehog and Wingless signalling », Nature, vol. 435, no 7038,‎ mai 2005, p. 58–65 (ISSN 1476-4687, DOI 10.1038/nature03504, lire en ligne, consulté le 26 juillet 2023).
- (en) Benoît Aigouy, Reza Farhadifar, Douglas B. Staple et Andreas Sagner, « Cell Flow Reorients the Axis of Planar Polarity in the Wing Epithelium of Drosophila », Cell, vol. 142, no 5,‎ 3 septembre 2010, p. 773–786 (ISSN 0092-8674, DOI 10.1016/j.cell.2010.07.042, lire en ligne, consulté le 26 juillet 2023).